# Johannes Michels

Johannes Michels

Johannes Michels (* 15. November 1938 in Laubach-Leienkaul/Eifel) ist ein deutscher Gehörlosen- und Schwerhörigenpädagoge, Schulleiter, Professor in Osnabrück, Valencia/Spanien und Zielona Góra/Polen sowie Autor. 

## Leben und Wirken
Michels absolvierte nach der Schulzeit eine Ausbildung zum Großhandelskaufmann. Nach abgeleistetem Wehrdienst arbeitete er in einer öffentlichen Verwaltung. Hier wurde er auch zum Personalratsvorsitzenden gewählt. Abitur machte er 1964 in Mainz. Es folgte ein Lehramtsstudium mit den Fächern Pädagogik- und Psychologie in Koblenz mit 1. Lehramtsexamen 1968. Danach war er als Lehrer tätig. Ein weiteres Studium in Köln, Bonn und Heidelberg schloss sich in den Fachgebieten Pädagogik/Didaktik, Pädoaudiologie, Psychologie, Sprachwissenschaft, Phonetik und Medizinaspekten an. Es folgte ein weiteres Staatsexamen 1971 in Heidelberg. Danach war er als Lehrer in Trier tätig. 1974 bestand er das 2. Staatsexamen. Im Jahre 1975 wurde er zum stellv. Direktor ernannt.
Nebenberuflich studierte er in Trier und Köln weiter und wurde 1978 in Köln promoviert. 1979 folgte die Berufung zum Direktor (Oberstudiendirektor) des späteren Landesbildungszentrums für Hörgeschädigte Osnabrück. (Die Bezeichnung 'Landesbildungszentrum für Hörgeschädigte' in Braunschweig, Hildesheim, Oldenburg, Osnabrück und sinngemäß auch 'für Blinde' in Hannover stammt auch von ihm.) 
Michels konzentrierte sich besonders auf den Auf- und Ausbau der Schule für Schwerhörige (neben der Schule für Gehörlose) sowie die Einrichtung und Gestaltung des weiterführenden Bildungsgangs und vieler moderner Berufsfelder in der beruflichen Bildung für Gehörlose und Schwerhörige. Hierzu gehörte auch die Erarbeitung von Rahmenrichtlinien der Schulen für Gehörlose und Schwerhörige. Schließlich war er auch Mitbegründer des Behindertenforums Osnabrück.

## Hochschullehrer
1981 wurde er Lehrbeauftragter für Behindertenpädagogik an der Universität Osnabrück, wo er 1990 auch zum Professor für die gleiche Fachrichtung ernannt wurde. Zum Professor der Universität Valencia (Spanien) wurde er 1993 für das Fachgebiet Logopedia in der Fakultät der Psychologie berufen. Professor der Hochschule und späteren Universität Zielona Góra (Polen) wurde er 1996. Dort lehrte er die Fachgebiete Linguistik, Idiomatik, „Phraseolexemik“ und Phonetik der Germanistik.
Nach seiner Lehrtätigkeit widmete er sich dem Verfassen von Büchern mit spirituellen Schwerpunkten. So publiziert er auf den Gebieten der Nahtoderfahrungen und des geistigen Schutzwirkens Gottes.

## Schriften (Auswahl)
- Volksschullehrer Bullerprotz, Andernach 1970
- Frühe Spracherziehung für hörgeschädigte und sprachentwicklungsgestörte Kinder, Berlin 1973, ISBN 3-7864-2599-X
- Effizienzüberprüfung von Methoden zur inhaltlichen Erarbeitung von Lesetexten bei schwerhörigen Schülern der Sekundarstufe I, Köln 1978
- Vom Lesebuch zur Buchlektüre, Kastellaun 1980, ISBN 3-8209-1651-2
- Berichte von der Jenseitsschwelle, Goldmann München 2008, ISBN 978-3-442-21832-5
- Zu Besuch im Himmel, St. Benno, Leipzig 2011, ISBN 978-3-7462-3156-3
- Zeichen des Himmels, Verlag St. Benno Leipzig 2013, ISBN 978-3-7462-3658-2 Pp
- Auch Zweifler kommen in den Himmel, St. Benno Leipzig 2014, ISBN 978-3-7462-4171-5
- Der Ärzte fette Beute ... und alles auf Rezept! DeBehr, Radeberg 2016, ISBN 978-3-95753-297-8
- Hilfe aus dem Himmel, DeBehr, Radeberg 2017, ISBN 978-3-95753-402-6
- Zu Besuch im Himmel, Erweiterte Neuausgabe, DeBehr, Radeberg 2017, ISBN 978-3-95753-403-3
- Das Glück ist mit den Dummen, deBehr, Radeberg 2018, ISBN 978-3-95753-590-0
- Wiedersehen im Himmel, Parvis-Verlag, Hauteville/Schweiz 2019, ISBN 978-2-88022-908-5
- Gottes mächtige Retter, Parvis-Verlag, Hauteville/Schweiz 2019, ISBN 978-2-88022-909-2
- Gotteszweifler am Himmelstor, deBehr, Radeberg 2020, ISBN 978-3-95753-807-9.
- Schule ohne Lehrer macht die Schulen leerer, deBehr, Radeberg 2021, ISBN 978-3-95753-912-0.
- Die Eierfahrt und andere Lachgeschichten, deBehr, Radeberg 2023, ISBN 978-3-9872714-5-8.